# Axel Fredrik Runstedt
Ej att förväxla med färgerifabrikören Fredrik Runstedt
Axel Fredrik Runstedt, född 28 januari 1861 i Beatebergs församling, Västergötland, död 25 juli 1933 i Falköpings landsförsamling, Falköping var en svensk prästman, psalmförfattare och tidigt aktiv inom esperantorörelsen. Han var kyrkoherde i Gökhem i Skara stift i Västergötland, prost 1916 och teologie doktor 1917.
Runstedt var ledamot av 1908 års psalmbokskommitté. Som psalmförfattare finns han bland annat representerad i 1986 års psalmbok med två originaltexter (nr 401 och 558, och en bearbetning/översättning (nr 324).
Runstedt lärde sig esperanto tidigt efter att språket publicerats, och författade redan 1890 ett litet läromedel i Esperanto i form av ett flygblad – därmed en av de första publicerade texterna om esperanto i världen. Därefter var han inte längre aktiv inom esperantorörelsen.
Sonen Torsten Einar (1897-1928) tog kandidatexamen i arkeologi i Uppsala 1922, deltog i Knut Stjernas inventeringsprojekt om den svenska stenåldern och hann publicera några vetenskapliga småskrifter innan han dog i tuberkulos på Stora Ekebergs sanatorium, 30 år gammal. Även Axel Fredrik intresserade sig för arkeologi.

## Psalmer
- Du folk av ädla fäders stam (1921 nr 635)
- Eja, mitt hjärta, hur innerlig (1921 nr 673, 1986 nr 639 = Mitt hjärta vidgar sig överfullt) bearbetning av svensk översättning från 1673
- Gud, vår Gud, för världen all (1921 nr 510, 1986 nr 99) bearbetad 1911 men bara enligt Koralbok för Nya psalmer, 1921 och 1937 års psalmbok, enligt 1986 års psalmbok var det Johan Ludvig Runeberg som bearbetade texten 1857. Finns på Wikisource.
- Herren är min herde god (1921 nr 587, 1986 nr 558) Finns på Wikisource.
- Med lust och glädje tänker (1921 nr 668, 1986 nr 324) bearbetning 1911 av översatt text. Finns på Wikisource.
- Så skön en väg ej finns på jord (1921 nr 560, 1986 nr 401) skriven 1909
- Vad har min själ till vinning kvar (1921 nr 517)
- Vattuströmmar skola flyta (1937 nr 253), översatt 1911
- Nu gå vi, nu gå vi (Psalmer och sånger för barn för bruk i skola och söndagsskola nr 813)

## Akademiska skrifter
- A.F. Runstedt. 1902. Om proportionella val på grund af tvåmansvalkretsar. Statsvetenskaplig tidskrift 5:5.

- A.F. Runstedt. 1915. Om sedlig auktoritet: afhandling för prästmötet i Skara den 10, 11 och 12 aug. 1915. Skara.